# Montfaucon-Montigné
Montfaucon-Montigné is een voormalige gemeente in het Franse departement Maine-et-Loire in de regio Pays de la Loire. De gemeente maakte deel uit van het arrondissement Cholet.

## Geschiedenis
De gemeente is in 2000 gevormd door de fusie van de gemeenten Montfaucon-sur-Moine (op de rechteroever van de Moine) en Montigné-sur-Moine (op de linkeroever). Toen op 15 maart 2015 het kanton Montfaucon-Montigné werd opgeheven gingen de gemeenten op in het op die dag gevormde kanton Saint-Macaire-en-Mauges. Op 15 december 2015 fuseerde de gemeente met 9 van de 11 gemeenten van het voormalige kanton tot de commune nouvelle Sèvremoine.

## Geografie
De oppervlakte van Montfaucon-Montigné bedraagt 0,3 km², de bevolkingsdichtheid is 5826,7 inwoners per km².
De onderstaande kaart toont de ligging van Montfaucon-Montigné met de belangrijkste infrastructuur en aangrenzende gemeenten.

## Demografie
Onderstaande figuur toont het verloop van het inwonertal.